# 岡田章
岡田 章（おかだ あきら、1954年3月4日 - ）は、日本の経済学者。専門は、ゲーム理論・理論経済学。一橋大学名誉教授。日本を代表する世界的なゲーム理論研究者。2014年6月から約1年間第46代日本経済学会会長歴任。和歌山県新宮市生まれ。

## 学歴
- 1972年 和歌山県立新宮高等学校卒業[5]
- 1977年 東京工業大学理学部数学科卒業[2]
- 1979年 東京工業大学大学院総合理工学研究科システム科学専攻修士課程修了
- 1982年 東京工業大学大学院総合理工学研究科博士課程修了[2]、理学博士[6]

## 職歴
- 1982年 東京工業大学理学部情報科学科助手[2]
- 1989年 埼玉大学大学院政策科学研究科（現政策研究大学院大学）講師[2]
- 1989年 埼玉大学大学院政策科学研究科助教授[2]
- 1991年 京都大学経済研究所助教授[2]
- 1996年 京都大学経済研究所教授[2]
- 2004年 一橋大学大学院経済学研究科教授[2]
- 2010年 東京経済研究センター代表理事[7]
- 2015年10月 京都大学経済研究所教授
- 2016年 京都大学経済研究所所長、一橋大学大学院経済学研究科特任教授
- 2017年 一橋大学名誉教授[8]
- 2018年 京都大学懲戒処分（停職1月間）[9]、一橋大学特任教授退職[10]
- 2019年 京都大学退職（梶井厚志教授も京都大を退職）
- 東京都在住で、教授を務めた京都大学では会議には出席したが授業は担当しなかった[11][12]。

## 受賞
- 1999年 日本経済学会・中原賞[13]

## 著書

### 単著
- 『ゲーム理論』有斐閣、1996年12月 ISBN 4-641-06794-5
- 『経済学・経営学のための数学』 東洋経済新報社、2001年10月 ISBN 4-492-31298-6
- 『ゲーム理論・入門 人間社会の理解のために』有斐閣、2008年8月。ISBN 978-4-641-12362-5。
- 『国際関係から学ぶゲーム理論 -- 国際協力を実現するために』有斐閣、2020年4月
- 『ゲーム理論の見方・考え方』勁草書房、2022年7月

### 共編著
- （今井晴雄）『ゲーム理論の新展開』 勁草書房、2002年4月 ISBN 4-326-50227-4
- （今井晴雄）『ゲーム理論の応用』 勁草書房、2005年5月 ISBN 4-326-50268-1
- （鈴木基史）『国際紛争と協調のゲーム』有斐閣、2013年3月 ISBN 4-641-14904-6